# شيرمان كوشران
شيرمان كوشران (بالإنجليزية: Sherman Cochran)‏ هو مؤرخ أمريكي، ولد في 1940.